# جنت‌آباد (نوق)
جنت‌آباد یک روستا در ایران است که در دهستان بهرمان شهرستان رفسنجان واقع شده‌است.